# Kepler Std
Kepler Std és un estil de lletra que captura l'estil modern d'una forma tant humanística com refinada, amb un alè d'estil antic que proporciona calidesa i energia. Dissenyada per un entorn digital, les formes de les lletres d'aquesta tipografia són simplificades i de fàcil lectura. Els antecedents històrics amb un alt nivell tècnic donen al tipus de lletra un fort caràcter propi, i es presta a la creació de text estès tant en paper com en pantalla. El nom és un homenatge a l'astrònom renaixentista alemany Johannes Kepler. És una tipografia actual creada per Robert Slimbach per a la coneguda empresa Adobe.

## Estils
Hi ha molts estils de Kepler Std, entre els quals es troben:
- Kepler Std Light
- Kepler Std Light Italic
- Kepler Std Regular
- Kepler Std Italic
- Kepler Std Medium
- Kepler Std Mediu Italic
- Kepler Std SemiBold
- Kepler Std SemiBold Italic
- Kepler Std Bold